# Guerra civile in Uganda (1980-1986)
La guerra civile in Uganda fu un lungo conflitto civile che interessò il territorio dell'Uganda dall'ottobre 1980 al marzo 1986. Il conflitto vide opporsi il governo centrale ugandese, guidato prima da Milton Obote e poi da Tito Okello, a una moltitudine di gruppi ribelli interni, differenti per ideologia e spesso in contrasto gli uni con gli altri.
Obote, già presidente dell'Uganda dal 1966 al 1971, era tornato al potere nel 1979 dopo la deposizione del precedente dittatore Idi Amin Dada, conseguente la sua sconfitta nella guerra ugandese-tanzaniana. La prima opposizione armata al governo di Obote prese vita nel 1980 nella regione del Nilo Occidentale a opera di lealisti del regime di Amin e reduci delle sue forze armate, ma la rivolta crebbe e si estese ad altre zone dell'Uganda dopo le elezioni del dicembre 1980, che l'opposizione ritenne truccate per favorire la vittoria del partito di Obote. Numerosi oppositori politici di Obote presero le armi e si costituirono come gruppi di resistenza armata, mettendo in atto una perdurante guerriglia contro le forze governative ugandesi; tra i vari gruppi di opposizione si affermò in particolare il National Resistance Movement (NRM) di Yoweri Museveni, la cui ala militare (il National Resistance Army o NRA) divenne la più organizzata tra le milizie che si opponevano a Obote.
L'impopolare regime di Obote venne abbattuto da un colpo di Stato delle sue stesse forze armate nel luglio 1985; il generale Tito Okello cercò di formare un governo di unità nazionale associando a sé alcuni dei gruppi di opposizione, ma il movimento di Museveni rifiutò ogni compromesso e il NRA lanciò una serie di efficaci offensive nell'Uganda meridionale tra l'agosto e il dicembre 1985. Il NRA prese la capitale Kampala nel gennaio 1986, e Museveni si proclamò nuovo presidente dell'Uganda; le ultime unità fedeli al vecchio regime furono poi sgominate entro il marzo seguente.
Il conflitto è indicato in varie fonti anche come guerra della foresta ugandese, in particolare per distinguerlo da successivi conflitti civili in Uganda come la guerra civile del 1986-1994 contro il regime di Museveni e come l'insurrezione dell'esercito di Resistenza del Signore; altri nominativi fanno riferimento al ruolo centrale del NRM nel conflitto o al principale teatro geografico in cui il gruppo sviluppò la sua guerriglia, il triangolo di Luwero: il conflitto è quindi indicato anche come guerra di Luwero, rivoluzione del National Resistance Movement o guerra di resistenza.

## Antefatti
Nel 1971 il Presidente dell'Uganda Milton Obote venne rovesciato da un colpo di Stato condotto da parte dell'Esercito ugandese, il quale pose alla guida della nazione il generale Idi Amin Dada. Obote era stato primo ministro e poi presidente dell'Uganda sin dall'indipendenza di questo dal dominio coloniale del Regno Unito nel 1962, ma il suo regime aveva visto un generale declino delle condizioni di vita della popolazione, con un crescendo di corruzione politica, violenza tra fazioni opposte e persecuzioni di interi gruppi etnici. A causa della sua crescente impopolarità, Obote si rese ben presto conto come i suoi rivali, e in particolare lo stesso Amin, stessero complottando per rimuoverlo dal potere, e predispose di mettere in atto una purga di oppositori mentre si trovava fuori dal paese; vista la popolarità di cui godeva Amin presso vari settori delle forze armate ugandesi, i sostenitori del generale agirono per primi e rovesciarono il governo, obbligando Obote a recarsi in esilio in Tanzania. A dispetto di una iniziale popolarità, Amin si volse rapidamente verso il dispotismo e impose sull'Uganda una dittatura militare che accelerò il declino iniziato sotto Obote, distruggendo l'economia e il sistema politico della nazione.
Col passare del tempo, il regime di Amin fu sempre più destabilizzato dal fazionismo politico e dal declino economico, mentre i gruppi di opposizione e gli elementi insoddisfatti dell'Esercito ugandese tentavano ripetutamente di organizzare rivolte o di rovesciare il suo regime con altri mezzi; diversi gruppi di opposizione, tra cui i fedelissimi di Obote, trovarono l'appoggio della Tanzania del presidente Julius Nyerere. Nel 1978 parti dell'Esercito ugandese lanciarono, in circostanze mai del tutto chiarite, un'invasione della Tanzania nord-occidentale, azione che portò allo scoppio di una guerra aperta tra Tanzania e Uganda. La Tanzania fermò l'attacco iniziale degli ugandesi, mobilitò i gruppi di opposizione anti-Amin e lanciò una controffensiva: nonostante il sostegno armato dell'alleata Libia, le forze di Amin furono sconfitte dalle truppe tanzaniane e dall'Uganda National Liberation Front (UNLF), una coalizione politica formata da ugandesi anti-Amin in esilio sotto la guida di Obote, la cui ala armata era nota come Uganda National Liberation Army (UNLA). Amin fu rovesciato e fuggì dal paese, mentre l'UNLF fu installato al potere dalla Tanzania per sostituirlo; l'instabile governo di coalizione dell'UNLF resse poi il paese provvisoriamente dall'aprile 1979 fino al dicembre 1980. Nel frattempo, gli estromessi lealisti di Amin che erano fuggiti nello Zaire e nel Sudan si riorganizzarono e si prepararono a rinnovare la guerra per riprendere il controllo dell'Uganda. Obote progettò di riprendere il potere, ma rimaneva ampiamente impopolare in Uganda: il corrispondente di guerra Al J. Venter dichiarò che, in caso di ritorno di Obote alla presidenza, «all'Uganda sarà assicurata un'altra guerra, molto più intensa dell'attuale lotta [la guerra tra Uganda e Tanzania]. Solo che la prossima sarà un conflitto di guerriglia».
Nel frattempo, il nord-est dell'Uganda fu destabilizzato da banditismo su larga scala e violenza inter-comunitaria: gruppi armati dell'etnia Karamojong, resti dell'Esercito ugandese leale ad Amin e predoni stranieri (Malire dall'Etiopia, Terposa dal Sudan e Turcanas dal Kenya) sfruttarono l'instabilità politica per razziare bestiame e altre scorte alimentari. Questi eventi causarono una carestia nella provincia di Karamoja che uccise 50000 dei 360000 abitanti degli altopiani nord-orientali dell'Uganda.

## La guerra

### La rivolta del Nilo Occidentale

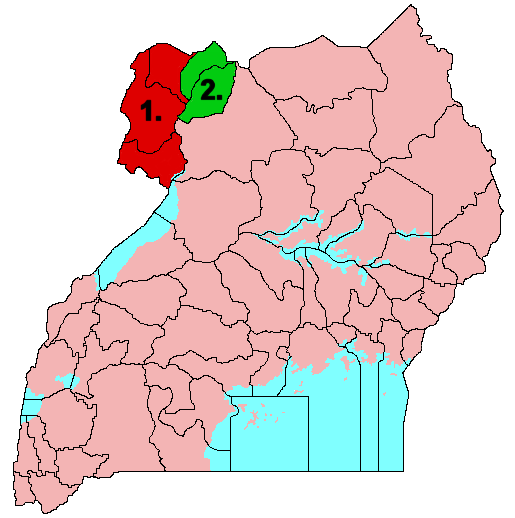
Carta dell'Uganda con evidenziato (in rosso e verde) la sotto-regione del Nilo Occidentale

Il primo gruppo ad avviare le ostilità furono i lealisti di Amin, che lanciarono una ribellione contro il governo dell'UNLF nell'ottobre del 1980. La loro forza di 7100 uomini in armi non adottò mai un nome ufficiale, ma è generalmente chiamata "Uganda Army" ("Esercito dell'Uganda") poiché era composta per la maggior parte da ex membri dell'Esercito ugandese dell'epoca di Amin; il movimento era anche noto come "Fronte Occidentale" o "Fronte del Nilo Occidentale". I ribelli non erano veramente un fronte unito ma piuttosto erano divisi in diverse bande fedeli a numerosi ufficiali che avevano precedentemente prestato servizio sotto Amin, come Emilio Mondo, Isaac Lumago, Isaac Maliyamungu, Elly Hassan, Christopher Mawadri e Moses Ali. Amin organizzò il trasferimento di denaro dall'Arabia Saudita ai vari gruppi, in preparazione di un attacco su larga scala oltre confine in direzione della sottoregione del Nilo Occidentale nel nord-ovest dell'Uganda. Il 6 ottobre, una settimana prima dell'inizio dell'offensiva, circa 500 ribelli attraversarono il confine tra Sudan e Uganda e attaccarono la città di Koboko: la guarnigione dell'UNLA, forte di 200 uomini, era in parata in quel momento ed era disarmata, e i ribelli la massacrarono completamente. La notizia dell'attacco si diffuse ad altre guarnigioni dell'UNLA nel Nilo Occidentale, che fuggirono rapidamente verso il fiume Nilo lasciando incontrastata l'avanzata dell'"Esercito dell'Uganda"; i lealisti di Amin furono bene accolti dalla popolazione locale, che aveva sviluppato relazioni tese con l'UNLA. Poiché i ribelli sapevano di non poter tenere il territorio catturato davanti una controffensiva su vasta scala dell'UNLA, si ritirarono per lo più in Sudan dopo alcuni giorni portando con sè una grande quantità di bottino. L'UNLA iniziò il suo contrattacco il 12 ottobre accompagnato da forze tanzaniane: l'unica resistenza significativa che incontrarono fu a Bondo, dove furono uccisi sei tanzaniani. Le forze dell'UNLA, considerando la popolazione locale ostile, si impegnarono in una campagna di distruzione e saccheggio lungo tutto il Nilo Occidentale, mentre gli ufficiali tanzaniani cercavano invano di frenarli: rasero al suolo la città di Arua, uccisero oltre 1000 civili e provocarono la fuga di oltre 250000 rifugiati in Sudan e Zaire. La brutalità dell'UNLA finì però con l'ispirare ulteriori disordini, poiché contadini ed ex soldati presero le armi per difendere le loro terre dalle forze governative.
L'"Esercito dell'Uganda" lanciò la sua successiva offensiva appena prima delle elezioni nazionali previste per il dicembre 1980. In una delle loro azioni più audaci, i ribelli tesero un'imboscata a Obote mentre era in visita nella regione del Nilo Occidentale, arrivando molto vicino a uccidere sia lui che Tito Okello, un comandante di alto rango dell'UNLA. Questa volta, l'"Esercito dell'Uganda" decise di tenere le aree che aveva catturato nel Nilo Occidentale e istituì un governo parallelo dopo aver ripreso la città di Koboko. Dopo circa un mese di combattimenti, gli insorti avevano catturato la maggior parte del Nilo Occidentale lasciando solo alcune città sotto il controllo dell'UNLA; tuttavia, molti ribelli si concentrarono di più sul saccheggio dell'area e sul riportare il bottino in Zaire e Sudan che sulla lotta contro l'UNLA.
La ribellione del Nilo Occidentale fu indebolita dalle divisioni interne all'"Esercito dell'Uganda", poiché vari gruppi rimasero fedeli a Idi Amin mentre altri volevano prendere le distanze dal vecchio e impopolare dittatore. Una parte degli insorti si separò formando il "Fronte di soccorso nazionale dell'Uganda" (Uganda National Rescue Front o UNRF) sotto il comando di Moses Ali, mentre i restanti lealisti di Amin divennero poi noti come "Ex esercito nazionale ugandese" (Former Uganda National Army o FUNA); i ribelli del Nilo Occidentale iniziarono ben presto a combattersi tra loro. In aggiunta, l'Uganda sud-occidentale sperimentò ben presto una rinascita del Movimento Rwenzururu, che proponeva l'autodeterminazione per i popoli Konjo e Amba. Il movimento era stato in gran parte dormiente dagli anni 1960, ma riuscì a prendere il controllo di scorte di armi che erano state lasciate incustodite quando il governo di Amin era crollato nel 1979; i ribelli quindi ripresero la loro insurrezione e la sicurezza nelle aree montuose di confine del sud-ovest andò rapidamente deteriorandosi nel corso del 1980.
Nel frattempo, anche il governo dell'UNLF andava sperimentando le sue divisioni interne. Mentre l'UNLA si stava trasformando da una libera alleanza di vari gruppi insorti anti-Amin in un esercito regolare, le diverse fazioni politiche tentarono di assicurarsi che i loro fedelissimi fossero presenti e dominanti nel nuovo esercito; Obote superò in astuzia i suoi rivali, in particolare Yoweri Museveni, e impose come nucleo dell'UNLA la sua ex milizia personale, il Kikosi Maalum, forte di 5000 uomini. Al contrario, solo 4000 dei 9000 combattenti del FRONASA di Museveni furono autorizzati a unirsi al nuovo esercito, e finendo oltretutto distribuiti in diverse unità; inoltre, il FRONASA fu costretto a consegnare il proprio armamento. Allo stesso tempo, l'UNLA espanse rapidamente il proprio organico con nuovi arruolamenti; la maggior parte delle nuove reclute proveniva da gruppi etnici che sostenevano Obote e fu di conseguenza gioco facile che il potere passasse agli elementi pro-Obote tanto nel governo che nell'esercito.

### Le elezioni del 1980 e le rivolte nel sud

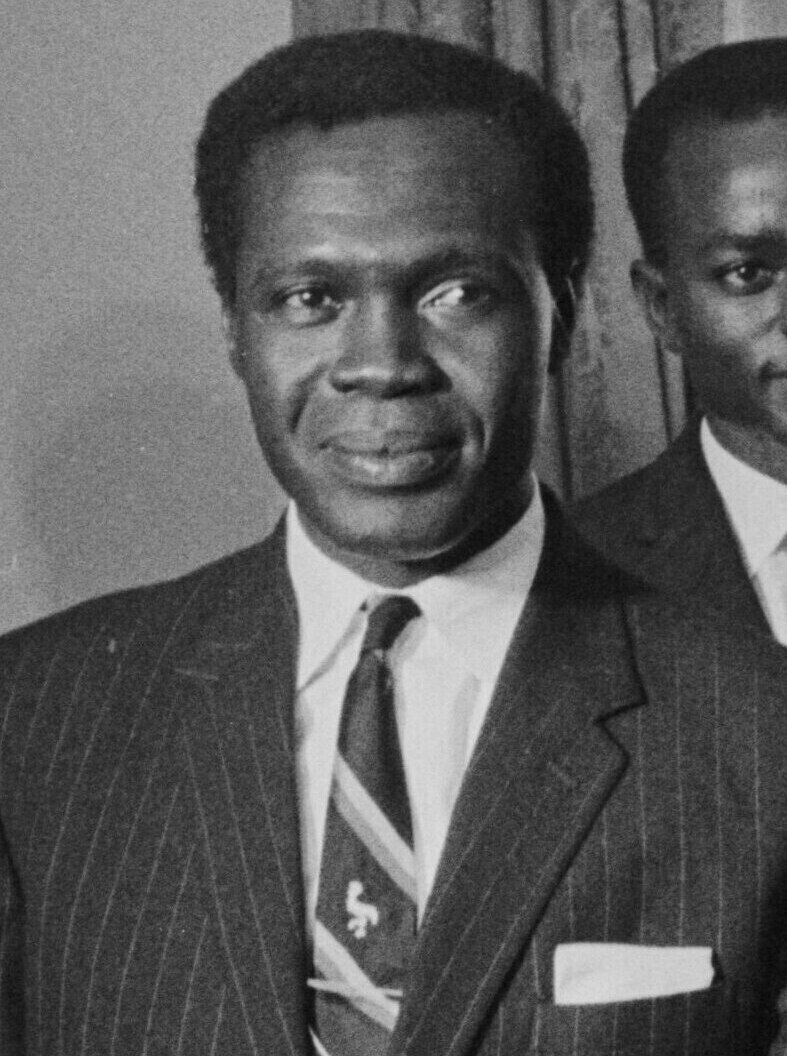
Milton Obote nel 1960; Obote fu primo ministro dell'Uganda dal 1963 al 1966, poi presidente della repubblica una prima volta dal 1966 al 1971 e una seconda volta dal 1980 al 1985

Le elezioni del dicembre 1980 furono ufficialmente vinte dall'Uganda People's Congress di Milton Obote, cosa che di fatto lo rese nuovamente presidente dell'Uganda. Tuttavia, i risultati furono fortemente contestati dagli altri candidati, con conseguente crescita dei conflitti: diverse fazioni politiche avanzarono l'accusa di frodi elettorali, e si convinsero di essere nel giusto quando Obote lanciò immediatamente una campagna di repressione politica. Poiché l'UNLA era dominata dalle forze pro-Obote un colpo di Stato dei militari era impossibile, così l'opposizione innescò delle ribellioni armate contro il nuovo governo: i seguaci di Museveni fondarono l'Esercito di Resistenza Popolare (Popular Resistance Army o PRA), Yusuf Lule formò gli Uganda Freedom Fighters (UFF), Andrew Kayiira armò il suo Uganda Freedom Movement (UFM), e la " Gang dei Quattro " di ideologia comunista organizzò un gruppo armato noto come Uganda National Liberation Front - Anti-Dictatorship (UNLF-AD).
Il 6 febbraio 1981 le ostilità iniziarono nel sud dell'Uganda con un attacco del PRA alla caserma militare di Kabamba nel centrale Distretto di Mubende. L'attacco mirava a impossessarsi di armamenti per gli insorti e, sebbene l'operazione non fosse riuscita a catturare l'armeria, il gruppo di combattenti pro-Museveni riuscì a prendere alcune armi e diversi veicoli prima di ritirarsi. Il PRA ebbe più successo durante una serie di attacchi alle stazioni di polizia nei giorni successivi, ma il piccolo gruppo ribelle subì anche pressione dalle operazioni di controinsurrezione dell'UNLA e delle truppe regolari tanzaniane, e non aveva ancora una base adeguata. Museveni stesso aveva familiarità con la guerriglia, avendo combattuto con il Fronte di Liberazione del Mozambico durante la guerra d'indipendenza mozambicana e avendo comandato il suo "Fronte per la salvezza nazionale" durante gli scontri con il regime di Amin; dopo il rovesciamento di Amin, Museveni aveva continuato a fare proseliti nelle aree rurali ostili al governo di Obote, in particolare nel Buganda centrale e occidentale e nelle regioni occidentali di Ankole e Bunyoro. Di conseguenza, Museveni si ispirò alle tattiche di una "guerra popolare" per mantenere attiva la sua piccola forza: in questo il PRA ebbe successo, poiché conquistò il sostegno di molti abitanti dell'area attorno alla capitale Kampala, nel sud del paese, che consideravano il governo di Obote un regime che serviva esclusivamente gli interessi degli abitanti delle regioni settentrionali. Senza un ampio supporto da parte di civili solidali durante la loro prima insurrezione, le truppe di Museveni sarebbero state facilmente schiacciate già nel 1981.
Il PRA godeva di un supporto estero molto limitato. Alcuni credevano che Museveni fosse aiutato dai suoi vecchi alleati mozambicani, il che causò tensioni tra il governo di Obote e il Mozambico. La maggior parte degli attacchi delle forze di Museveni coinvolgeva piccole unità mobili chiamate "coy" sotto il comando di Fred Rwigyema e del fratello di Museveni, Salim Saleh: la "A" Coy era guidata da Steven Kashaka, la "B" Coy da Joram Mugume e la "C" Coy da Pecos Kuteesa. Vi erano tre piccole forze di zona: la Lutta Unit che operava a Kapeeka, la Kabalega Unit che operava vicino a Kiwoko e la Nkrumah Unit che operava nelle aree di Ssingo. Molti dei primi membri della PRA come Rwigyema e Paul Kagame erano in realtà rifugiati ruandesi che vivevano in Uganda; in seguito furono tra i principali organizzatori del Fronte Patriottico Ruandese, fazione vincitrice della guerra civile in Ruanda del 1990-1994.
Contrariamente alle forze di Museveni e ai ribelli del Nilo Occidentale, l'UFM di Andrew Kayira era composto principalmente da ex soldati relativamente ben addestrati e si concentrava su operazioni urbane di alto profilo. Il gruppo sperava di destabilizzare il governo di Obote attraverso attacchi diretti, una strategia che «lo condannò al fallimento fin dall'inizio» secondo gli storici Tom Cooper e Adrien Fontanellaz: l'UFM non era abbastanza forte da sfidare l'UNLA frontalmente, soffriva di rivalità interne tra la sua dirigenza, mancava di un'organizzazione solida ed era incline a essere infiltrato da spie filo-governative.

### Il supporto straniero a Obote
Con l'intensificarsi della guerra, il sostegno straniero divenne vitale per la sopravvivenza del governo di Obote. Inizialmente i tanzaniani aiutarono a difendere il suo regime e contribuirono al mantenimento dell'ordine interno dell'Uganda attraverso la presenza di circa 10000 soldati della Tanzania People's Defence Force e di 1000 poliziotti. Tuttavia, il costo economico di mantenimento di queste truppe divenne insostenibile, portando il presidente tanzaniano Julius Nyerere a ritirare gradualmente la maggior parte delle sue forze dall'Uganda; nel giugno 1981, solo 800-1000 consiglieri militari tanzaniani rimanevano nel paese. Questi consiglieri rimasero di cruciale importanza per l'UNLA, ma il ritiro della Tanzania dal conflitto indebolì notevolmente la posizione di Obote che, per compensare, cercò di arruolare ulteriori aiuti stranieri: assunse una compagnia militare privata britannica e convinse il Commonwealth delle Nazioni e gli Stati Uniti a inviare piccole squadre di consiglieri per la sicurezza.
Uno degli alleati più importanti di Obote divenne la Corea del Nord. Il presidente ugandese visitò il paese alla fine del 1981 e firmò un accordo di cooperazione che includeva un supporto militare al suo regime; almeno 30 ufficiali nordcoreani furono successivamente inviati a Gulu, nell'Uganda settentrionale, per provvedere all'addestramento dei soldati dell'UNLA e alle riparazioni dell'equipaggiamento militare. Nel 1984 il numero dei nordcoreani in Uganda era salito a circa 50 uomini che agivano come consiglieri per la sicurezza, l'intelligence e l'esercito; Museveni affermò che oltre 700 nordcoreani furono infine utilizzati dall'UNLA, mentre Obote sostenne che solo circa 170 furono presenti in Uganda. Secondo uno studio, gli ufficiali nordcoreani parteciparono attivamente e persino guidarono le operazioni di controinsurrezione per Obote; un rapporto della Central Intelligence Agency affermò, tuttavia, che i nordcoreani si rifiutarono di avventurarsi effettivamente in prima linea. L'UNLA inviò anche alcuni ufficiali e sottufficiali in Corea del Nord per ricevere addestramento avanzato.
Il governo di Obote organizzò vari gruppi paramilitari per assistere l'UNLA: la "Milizia del Popolo" (People's Militia) era composta da uomini delle tribù Langi, Acholi e Teso, ed era per lo più fedele al capo dello stato maggiore dell'UNLA David Oyite-Ojok; divenne sempre più potente e si guadagnò la reputazione di forza feroce e brutale. Le altre formazioni comprendevano un "Esercito Nazionale della Gioventù" (National Youth Army o NYA), varie milizie tribali e i paramilitari dell'ala giovanile dell'UPC.

### Primi successi dei ribelli e nascita del NRA

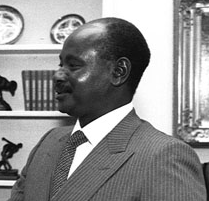
Yoweri Museveni in una foto del 1987

Nel frattempo, il conflitto nel sud divenne più serio. Emerse un altro gruppo ribelle, il cosiddetto "Movimento di Liberazione dell'Uganda" (Uganda Liberation Movement o ULM) che minacciò di rapire e uccidere il personale delle Nazioni Unite, poiché quest'ultimo stava supportando i tentativi di Obote di ristabilire l'ordine in Uganda; tali minacce ebbero successo, e l'ONU interruppe il suo programma di addestramento per la polizia ugandese. Il PRA continuò nel frattempo le sue operazioni mordi e fuggi, con successi alterni: invase un avamposto dell'UNLA a Kakiri il 5 aprile 1981 e catturò importanti quantitativi di armi, ma dovette ritirarsi in fretta quando un'unità tanzaniana rispose all'attacco; le forze tanzaniane condussero di conseguenza un'operazione di controinsurrezione, cogliendo di sorpresa una colonna del PRA sotto il comando di Elly Tumwine e riprendendo alcune delle armi catturate. Nonostante ciò, il PRA reclutò con successo più volontari, arrivando a circa 200 combattenti all'inizio di maggio. Nel mese successivo, Museveni si recò a Nairobi dove incontrò Lule; i due concordarono di unire il PRA e l'UFF in un gruppo di opposizione unificato. L'organizzazione ombrello fu soprannominata "Movimento di Resistenza Nazionale" (National Resistance Movement o NRM) e la sua ala armata fu denominata "Esercito di Resistenza Nazionale" (National Resistance Army o NRA). Lule fu nominato presidente generale dell'NRM, mentre Museveni divenne vicepresidente del National Resistance Council e presidente dell'Alto comando dell'NRA. La fusione portò vantaggi a entrambe le parti: l'UFF era estremamente debole e Lule ottenne finalmente un effettivo seguito armato, mentre Museveni ricevette un'importante legittimità poiché Lule era molto rispettato tra la popolazione meridionale dell'Uganda. Ciò era particolarmente importante perché una regione strategica vicino a Kampala, nota come triangolo di Luwero, era abitata principalmente da Baganda: finora, il PRA era composto principalmente da membri di altri gruppi etnici, ma Lule fornì alla neonata NRA il sostegno dei Baganda, consentendo a Museveni di espandere la sua "guerra popolare". Il triangolo di Luwero divenne di conseguenza la principale area operativa del NRA, sebbene il principale centro di reclutamento del gruppo rimase Ankole a ovest. Subito dopo la fusione, Museveni impose un rigido codice di condotta per i combattenti, consentendo al NRA di diventare una forza altamente disciplinata e concentrata nonostante la graduale crescita numerica e l'assorbimento di altre fazioni insorte come i resti della "Banda dei quattro" comunista. Nel dicembre 1981, il NRA era cresciuto fino a circa 900 militanti.
Il leader libico Muʿammar Gheddafi scelse di fornire supporto al NRA, sebbene questo fosse composto da forze che avevano rovesciato il suo vecchio alleato Amin: Gheddafi credeva che la Libia avrebbe potuto ottenere una maggiore influenza in Africa centrale attraverso il NRA rispetto a quanto non avesse fatto in precedenza con Amin. Il supporto libico rimase tuttavia molto limitato, concretizzandosi nella consegna al NRA di circa 800 fucili, alcune mitragliatrici e mine terrestri nell'agosto 1981. Gheddafi chiese che il NRA si fondesse con l'UFM e l'UNRF come condizione per ricevere un supporto più sostanziale, ma questi gruppi ribelli rimasero rivali e rifiutarono di unirsi; di conseguenza, la Libia annullò il suo supporto al NRA nel 1982.
Mentre la ribellione nel sud cresceva di intensità, la maggior parte della regione del Nilo Occidentale rimaneva sotto il controllo dei ribelli anti-governativi; un'amministrazione locale cominciò a imporsi e le rimanenti guarnigioni dell'UNLA ebbero grandi difficoltà a resistere. Gli insorti dimostrarono di essere combattenti meglio addestrati e più efficaci, e spesso catturavano i convogli di rifornimenti provenienti dal sud; inoltre, le guarnigioni dell'UNLA soffrirono di indisciplina e rivalità interne, a volte concretizzatesi in scontri all'interno delle loro stesse caserme. Nonostante questi vantaggi, la ribellione del Nilo Occidentale fu paralizzata da lotte intestine, elevata corruzione e mancanza di una vera e propria strategia tra la dirigenza dei ribelli. Gli scontri tra l'UNRF e il FUNA videro un progressivo sopravvento del primo, che sfrattò il FUNA per lo più dal Nilo Occidentale entro luglio 1981; il comandante del FUNA Elly Hassan fuggì in Sudan, dove alla fine fu arrestato dalle autorità locali. Indipendentemente da ciò, la lotta interna tra gruppi ribelli portò solo all'indebolimento generale degli insorti del Nilo Occidentale. Nel 1981, quattro diverse fazioni di insorti erano attive nel nord-ovest dell'Uganda, tutte le quali sostenevano di non avere legami diretti con Amin: un gruppo ribelle del Nilo Occidentale, il cosiddetto "Reggimento del Nilo" (Nile Regiment o NR), fu fondato da Felix Onama, un ex seguace di Obote. Come risultato della sua incapacità di ridurre la corruzione o di fornire vera stabilità, l'UNRF perse gradualmente il sostegno dei civili locali e il governo ugandese sfruttò le divisioni e il caos tra i ribelli per lanciare, a partire dal 1981, contrattacchi nel Nilo Occidentale: l'esercito regolare governativo e la "Milizia popolare" commisero numerose atrocità nella regione. Nel dicembre 1981, l'UNLA aveva ripreso gran parte del Nilo Occidentale incontrando poca resistenza, e migliaia di civili fuggirono in Sudan in risposta all'offensiva governativa; tuttavia, l'UNLA non riuscì a sconfiggere definitivamente gli insorti del Nilo Occidentale. Altrove, Obote optò per un approccio più conciliatorio con il "Movimento Rwenzururu": dopo negoziazioni, il governo ugandese firmò un accordo di pace con la dirigenza del gruppo ribelle in cambio di pagamenti e altri benefici per quest'ultimo; inoltre, Obote concesse alla regione del Rwenzururu una certa limitata autonomia interna.
Verso la fine del 1981, l'UNLA era in una situazione critica. La rapida espansione del suo organico a oltre 15000 truppe entro dicembre 1981 fece sì che la maggior parte dei nuovi soldati fosse non addestrata, fosse mal armata e spesso non pagata. La corruzione dilagò e tra i reparti dell'UNLA emersero grandi differenze: alcuni, come quelli attivi nell'Uganda settentrionale, ricevettero un trattamento preferenziale e divennero relativamente affidabili; al contrario, la Brigata Centrale che combatteva principalmente contro il NRA venne formata principalmente con miliziani appena addestrati, considerati "carne da cannone" dai loro stessi comandanti. Le operazioni di controinsurrezione contro i ribelli del Nilo Occidentale ebbero quindi molto più successo di quelle contro il NRA; nel complesso, l'UNLA mostrava già segni di grande tensione interna e, senza il supporto della Tanzania, sarebbe probabilmente crollato già entro la fine del 1981. Indipendentemente da ciò, l'UNLA continuò a tenere a bada i ribelli e ottenne persino diverse vittorie importanti: il 23 febbraio 1982, l'UNLA respinse un raid su larga scala dell'UFM su Kampala, e riuscì a infliggere ingenti perdite agli insorti in rotta. L'UFM tentò di riorganizzarsi, ma dovette ritirarsi nelle aree controllate dal NRA sperando di convincere alcuni dei seguaci di Museveni a disertare; invece, fu un comandante dell'UFM a disertare a favore del NRA portando con sé con un significativo quantitativo di armi, indebolendo ulteriormente la posizione dell'UFM.

### Le offensive governative del 1982-1983
I combattimenti nella regione del Nilo Occidentale occasionalmente sconfinarono nel Sudan, quando le truppe dell'UNLA inseguivano i ribelli oltre la frontiera. Ciò accadde per la prima volta nell'aprile 1982, quando le truppe dell'UNLA attraversarono la frontiera vicino a Nimule e aprirono il fuoco su un'unità dell'Esercito sudanese; le truppe sudanesi successivamente catturarono circa 20 soldati ugandesi. A differenza di altri belligeranti nella zona, le guarnigioni dell'Esercito sudanese nel Sudan sud-orientale erano generalmente ben disciplinate e si astenevano dall'attaccare i civili.
Nel novembre 1982 il National Resistance Army, l'Uganda Freedom Movement, l'Uganda National Rescue Front e il Nile Regiment formarono un'alleanza, chiamata "Fronte Popolare dell'Uganda" (Uganda Popular Front o UPF); il politico in esilio Godfrey Binaisa fu nominato capo dell'UPF. Mentre era di base a Londra, Binaisa decise di organizzare un'invasione a partire dallo Zaire per rovesciare Obote: tentò di reclutare dei mercenari bianchi per condurre questo complotto, ma i suoi piani fallirono e furono svelati quando non fu in grado di onorare i pagamenti previsti per l'operazione; la scoperta del fallito complotto finì con lo screditare Binaisa, costretto poi a recarsi in esilio. Nel dicembre 1982, John Charles Ogole fu nominato nuovo comandante dell'11º Battaglione dell'UNLA, di stanza ad Arua: Ogole riorganizzò le sue truppe, rafforzò il morale e la disciplina, e poi lanciò un'altra campagna di controinsurrezione contro i ribelli del Nilo Occidentale. Le tattiche di Ogole si rivelarono molto efficaci e cacciarono la maggior parte degli insorti dalla regione nel giro di pochi mesi; anche il leader ribelle Barnabas Kili fu catturato. Tuttavia, l'operazione sfociò anche in distruzioni diffuse e massacri per mano dell'UNLA, a seguito dei quali 260000 persone fuggirono dalla regione verso lo Zaire e il Sudan; ciò a sua volta distrusse l'"infrastruttura insurrezionale" dell'UNRF e del FUNA, indebolendoli ulteriormente. L'UNRF fu lasciato per lo più in rovina dopo l'offensiva di Ogole, e la sua struttura si trasferì fuori dal Nilo Occidentale: il gruppo spostò le sue basi dal Sudan meridionale al nord dell'Uganda, dove tentò di reclutare il popolo Karamojong alla sua causa. Nel sud l'UNLA, sotto la guida del capo di stato maggiore Oyite-Ojok, intraprese una campagna di controinsurrezione contro l'NRA nel Triangolo di Luwero che portò a «uccisioni genocide» di migliaia di civili di etnia Baganda; molte truppe governative dispiegate nel Triangolo di Luwero erano reclutate tra il popolo settentrionale degli Acholi, che divenne perciò ampiamente odiato dagli abitanti del sud dell'Uganda.
Il 16 giugno 1983 il governo di Obote lanciò l'operazione Bonanza, una vasta spedizione militare che mise in campo fino a metà delle forze dell'UNLA; l'operazione causò da sola decine di migliaia di vittime e portò allo sfollamento di una parte significativa della popolazione. L'operazione avrebbe dovuto essere, come scrive Amaza, una «tipica campagna di accerchiamento e repressione». Nel 1983 l'UNLA inflisse una sconfitta anche all'UFM, distruggendone i principali campi base durante un'operazione di controinsurrezione coordinata; l'UFM subì un'ulteriore battuta d'arresto quando la sua dirigenza in esilio fu dispersa durante una repressione in Kenya nel luglio 1983: il suo leader Kirya fu rimpatriato in Uganda e imprigionato. Il gruppo non si riprese mai: i resti dell'UFM, forti forse di poche centinaia di militanti, formarono successivamente il Movimento Democratico Federale dell'Uganda (Federal Democratic Movement of Uganda o FEDEMU).
Fino alla fine del 1983, il governo di Obote era rimasto relativamente stabile e aveva il controllo della maggior parte dell'Uganda grazie agli sforzi messi in campo dal capo di stato maggiore David Oyite-Ojok: sebbene non fosse riuscito a sconfiggere il NRA, l'esercito governativo riuscì quantomeno a contenerne le attività. Nonostante ciò, le forze di Obote si dimostrarono affette da tribalismo, corruzione e rivalità interne. L'UNLA e le milizie sue alleate si erano espanse troppo rapidamente nel tentativo di sconfiggere l'insurrezione: nel 1984, Obote aveva 35000-40000 uomini sotto le armi, ma solo 15000 avevano ricevuto un addestramento di base; di conseguenza, i soldati erano indisciplinati, inaffidabili e inclini a molestare, rubare e uccidere civili quando lasciati senza paga e rifornimenti adeguati. Sebbene il governo ugandese fosse consapevole di non avere le risorse anche solo per sfamare il suo grande esercito, per non parlare di addestrarlo o armarlo adeguatamente, Obote non era disposto a smobilitare le truppe per paura che i soldati potessero comportarsi ancora peggio se non fossero stati più impiegati. Nonostante il massiccio supporto militare e della milizia a suo favore, il governo non fu in grado di reprimere completamente la violenza nel nord-est, dove i predoni Karamojong continuavano a operare; le forze di Obote furono solo in grado di contenere le razzie di bestiame dei Karamojong, tenendo i predoni fuori da altre regioni.

### La caduta di Obote e il governo di unità nazionale
La situazione iniziò a cambiare con la morte di Oyite-Ojok avvenuta, in circostanze sospette, a causa di un incidente aereo nel dicembre 1983. All'inizio, la gente credeva che il capo di stato maggiore fosse stato ucciso dai ribelli che di conseguenza si assunsero la responsabilità dell'azione; le unità più fedeli a Oyite-Ojok, in particolare la Milizia Popolare e l'Esercito Nazionale della Gioventù, risposero compiendo uccisioni per vendetta contro i presunti sostenitori dei ribelli. Dopo una settimana, tuttavia, si diffusero voci tra i militari secondo cui Obote aveva organizzato la morte del suo capo di stato maggiore a causa delle crescenti fratture tra loro; sebbene la responsabilità di Obote non potesse essere provata, tali voci danneggiarono la reputazione del presidente presso i militari. La CIA statunitense riteneva che Oyite-Ojok fosse stato cruciale per tenere a galla il governo ugandese e che fosse responsabile del «mantenimento di una parvenza di sicurezza e ordine» nel paese; con la sua scomparsa, l'UNLA iniziò a sgretolarsi. Un numero crescente di soldati di origine Acholi credeva che Obote li stesse usando come carne da cannone, mentre riempiva la dirigenza del paese con persone provenienti dal popolo dei Langi; allo stesso tempo, il NRA ebbe successo nel diffondere la sua propaganda e nell'attirare alla sua causa ufficiali dell'esercito di etnia Acholi insoddisfatti. Anche il sostegno straniero a Obote era diminuito: a parte gli aiuti nordcoreani, ancora significativi, solo 50 consiglieri tanzaniani, 12 britannici e sei statunitensi rimanevano nel paese.
Tuttavia, anche dopo la morte di Oyite-Ojok il governo continuò inizialmente a ottenere un discreto successo nel combattere i ribelli. Obote nominò Ogole come nuovo capo delle operazioni anti-NRA nel Triangolo di Luwero; Ogole migliorò l'addestramento delle sue truppe e incluse l'impiego anche di altre forze di sicurezza e organizzazioni civili nella sua strategia anti-ribelli. In una serie di operazioni, riuscì a cacciare per lo più il NRA dalla regione, costringendolo a ritirarsi a ovest nei Monti Rwenzori e nello Zaire. Inoltre, il governo ugandese decise di «dare una lezione ai Karamojong» dopo che i predoni avevano approfittato della morte di Oyite-Ojok per attaccare la sua fattoria e uccidere oltre 100 miliziani nel nord-est: in collaborazione con il governo keniota, l'UNLA e le milizie alleate lanciarono una campagna che distrusse o sequestrò gran parte del bestiame e dei campi coltivati dei Karamojong, le loro principali fonti di cibo; ciò lasciò i nomadi quasi totalmente dipendenti per la sopravvivenza dagli aiuti delle agenzie internazionali come il Programma alimentare mondiale e l'UNICEF.
Tuttavia, i disordini all'interno dell'UNLA alla fine si intensificarono e, nel giugno 1985, le truppe Acholi si ammutinarono a Jinja e in altre località; fratture si aprirono successivamente all'interno del governo, e alcuni gruppi politici come il Partito Democratico tentarono di sfruttare il caos per assumere il controllo dell'esercito. La notizia degli ammutinamenti raggiunse anche Gulu, dove era di stanza il tenente generale Bazilio Olara-Okello, un Acholi; temendo che un nuovo governo a Kampala potesse epurare gli Acholi, anche questi si ribellò. Olara-Okello si pose alla testa di una forza dominata dagli ammutinati Acholi e ottenne il sostegno degli ex lealisti di Amin dal Nilo Occidentale e dal Sudan: utilizzando queste truppe, conquistò Lira e poi marciò su Kampala. La capitale cadde dopo una breve battaglia nel luglio 1985, ma per allora Obote era già fuggito in Tanzania; in seguito si trasferì in Kenya e infine in Zambia. Dopo il riuscito colpo di Stato, il generale Tito Okello fu insediato come presidente, segnando la prima volta nella storia dell'Uganda in cui gli Acholi raggiungevano il massimo potere statale. Il golpe ebbe conseguenze catastrofiche per l'UNLA: la nuova dirigenza di stampo Acholi iniziò prontamente a usare il suo nuovo potere per indebolire e sfruttare altri gruppi etnici tra cui i Langi, con conseguente crollo della disciplina e dell'ordine all'interno di molte unità militari. Da allora in poi, l'UNLA si trasformò gradualmente in «bande di predoni» e diminuì di numero fino a circa 15000 truppe in servizio alla fine del 1985. Alcuni importanti comandanti come Ogole fuggirono in esilio e, il 23 agosto, gli ultimi 196 consiglieri militari nordcoreani dell'UNLA furono espulsi dall'Uganda.
Indipendentemente da ciò, il governo di Okello ebbe successo nell'aprire negoziati con diversi gruppi ribelli, sostenendo che Obote, il loro nemico comune, era stato rovesciato. Il governo raggiunse un accordo con la FUNA, l'UNRF, la FEDEMU e un redivivo UFM: questi gruppi ribelli accettarono di unirsi a un nuovo governo di unità nazionale, integrarono ufficialmente le loro milizie nell'esercito governativo e i loro comandanti divennero parte del consiglio militare insediato al potere. Nonostante ciò, gli ex insorti mantennero una loro autonomia; la capitale Kampala fu divisa tra la coalizione governativa: l'UNLA deteneva il centro della città, la FEDEMU il sud e la FUNA il nord. La situazione rimase tuttavia instabile poiché il governo si dimostrò fragile, mentre soldati e altri militanti agivano impunemente nella capitale. Okello tentò di rafforzare l'UNLA reclutando un gran numero di Karamojong, anche se ciò significava dare armi a potenziali razziatori di bestiame; il governo di Okello soffriva tuttavia di una mancanza di rispetto tra l'élite del paese, poiché la maggior parte dei suoi membri non era istruita e veniva considerata come poco preparata per governare effettivamente l'Uganda.
Contrariamente agli altri insorti, il NRA si rifiutò di scendere a compromessi con il regime di Okello per ragioni ideologiche; il movimento accettò di partecipare a colloqui di pace a Nairobi solo dopo pressioni dalla comunità internazionale, ma non intese mai onorare alcun cessate il fuoco o accordo di condivisione del potere. Approfittando del caos seguito alla caduta di Obote, il NRA prese il pieno controllo del Triangolo di Luwero così come di gran parte dell'ovest e del sud dell'Uganda; ricevette anche nuove spedizioni di armi dalla Libia e dalla Tanzania. Il gruppo di Museveni era quindi in una posizione di forza e usò i colloqui di pace avviati a Nairobi per guadagnare tempo; acconsentì persino apparentemente a un accordo di condivisione del potere anche se, in verità, il NRA preparò le sue forze per lanciare un'offensiva decisiva.

### Il crollo del governo e la vittoria del NRA
Nell'agosto del 1985, il NRA lanciò una serie di attacchi coordinati che portarono alla cattura di ampie quantità di territorio nell'Uganda centrale e occidentale, assediando e catturando le cruciali città di guarnigione di Masaka e Mbarara la cui caduta indebolì notevolmente l'UNLA. Nel corso di queste operazioni, il NRA si espanse notevolmente reclutando nuove truppe nei territori catturati e assorbendo soldati governativi disertori: in pochi mesi, il movimento arruolò circa 9000 combattenti, arrivando a contare circa 10000 uomini in armi in totale entro dicembre 1985. In quel mese, venne firmato un accordo di pace tra il governo di Okello e il NRA, ma l'accordo fallì quasi immediatamente poiché entrambe le parti violarono la tregua concordata. Nel gennaio 1986, l'UNLA stava iniziando a crollare mentre i ribelli guadagnavano terreno da sud e sud-ovest; il regime di Okello collassò definitivamente quando Kampala fu catturata dal NRA il 26 gennaio 1986. Yoweri Museveni prestò successivamente giuramento come nuovo presidente il 29 gennaio e il NRA venne proclamato come nuovo esercito regolare dell'Uganda; Tito Okello fuggì in Sudan, ma nonostante questa massiccia sconfitta l'UNLA tentò di radunarsi ancora una volta per difendere i suoi rimanenti possedimenti nell'Uganda settentrionale.
Queste ultime sacche di resistenza erano guidate da Bazilio Olara-Okello, che ordinò una mobilitazione di massa a Gulu e Kitgum: chiunque potesse impugnare un fucile, comprese donne e ragazze, fu armato e ricevette un addestramento militare. Nel frattempo, il NRA continuò la sua offensiva catturando Jinja a fine gennaio, seguita da Tororo all'inizio di febbraio. A questo punto, l'UNLA tentò un'ultima volta di arginare l'avanzata dei ribelli contrattaccando a Tororo, ma fu respinto. Il NRA procedette quindi ad assaltare gli attraversamenti fortificati del Nilo, incontrando una resistenza particolarmente pesante da parte dell'UNLA e delle milizie alleate del Nilo Occidentale a Karuma e Kamdini; dopo aspri combattimenti, il NRA superò le difese dell'UNLA infliggendo «perdite catastrofiche» alle truppe Acholi. Impossibilitato a opporre una resistenza efficace, l'UNLA si disintegrò e i suoi resti fuggirono in esilio insieme a molti ex funzionari governativi: il NRA catturò Gulu e Kitgum nel marzo 1986, mentre i soldati Acholi sconfitti tornavano per lo più ai loro villaggi. A questo punto, la guerra sembrava finita.

## Conseguenze
Si stima che circa 100000-500000 persone, tra combattenti e civili, siano morte in Uganda a causa della guerra del 1980-1986. Nel complesso, il regime di Obote si rivelò ancora più brutale e uccise più persone di quello di Amin.
I ranghi dell'UNLA includevano molti membri dei popoli Acholi e Langi, gruppi etnici che erano stati loro stessi vittime di purghe genocide nell'Uganda settentrionale durante gli anni al potere di Idi Amin. Nonostante questo l'UNLA sotto Obote, come Amin, prese di mira e abusò dei civili: questi abusi includevano la rimozione forzata di 750000 abitanti dell'area dell'allora distretto di Luweero, trasferiti poi in campi profughi controllati dai militari. Molti dei civili rimasti fuori dai campi, in quello che divenne noto come il "Triangolo di Luweero", furono continuamente perseguitati in quanto considerati «simpatizzanti della guerriglia»; il Comitato internazionale della Croce Rossa stimò che, entro luglio 1985, il regime di Obote era divenuto responsabile della morte di oltre 300000 civili in tutto l'Uganda. Anche il NRA commise varie atrocità, come l'uso di mine antiuomo contro i civili, e la presenza di bambini soldato era molto diffusa tra i ranghi dell'organizzazione e continuò ad esserlo anche dopo che il NRA divenne l'esercito regolare ufficiale dell'Uganda. Nelle prime fasi della guerra, il NRA giustiziò anche alcuni capi locali allineati al governo e ordinò ai suoi sostenitori civili di assassinare gli attivisti dell'UPC; membri dell'UPC affermarono che il NRA si rese responsabile di massacri di civili, sebbene i leader del NRA lo negassero.
L'ascesa al potere di Museveni e del suo NRM fu inizialmente accolta da una larga parte della popolazione ugandese con trepidazione e confusione. La maggior parte degli ugandesi sapeva poco dell'NRM e si temeva che il nuovo governo potesse rivelarsi altrettanto incapace e instabile dei regimi precedenti; dopo alcuni mesi, tuttavia, molti ugandesi iniziarono a vedere l'NRM con approvazione, poiché il partito era effettivamente riuscito a migliorare la stabilità e a ripristinare l'ordine in molte parti dell'Uganda. Tuttavia, il governo di Museveni dovette rapidamente far fronte a una significativa opposizione armata: nonostante il NRA avesse formalmente vinto la guerra civile, i combattimenti non si erano fermati nel nord del paese, dove vari gruppi ribelli anti-NRA e resti dell'UNLA rimasero attivi, con importanti insurrezioni che colpirono in particolare l'Acholiland e il Nilo Occidentale. I soldati Acholi dell'UNLA non erano mai stati disarmati e molti si erano abituati alla loro vita da soldati, non mostrandosi più disposti a vivere come contadini; molti di loro erano insoddisfatti del nuovo governo così come del governo tradizionale degli anziani capi tribali. Molti erano estremamente poveri, e sulla scia della guerra civile il caos economico e politico si era diffuso nell'Uganda settentrionale. Col passare del tempo, gruppi di ex soldati iniziarono a riunirsi e comportarsi come banditi, e la violenza gradualmente peggiorò nel nord; non aiuto il fatto che alcune guarnigioni del NRA dislocate nella regione gestissero male la crisi, rispondendo agli attacchi dei banditi con estrema brutalità. Sebbene molte truppe del NRA si comportassero effettivamente con professionalità, gli elementi indisciplinati dell'esercito offuscarono la reputazione del governo di Museveni: iniziarono a diffondersi voci secondo cui il governo stava pianificando di uccidere tutti gli Acholi maschi, e molti Acholi temevano che il NRA fosse in cerca di vendetta per gli omicidi di massa compiuti nel Triangolo di Luwero durante la guerra civile. In effetti, molti abitanti del sud dell'Uganda attribuirono agli Acholi del nord non solo la violenza della guerra civile, ma anche quella del brutale regime di Idi Amin; e questo nonostante gli Acholi stessi fossero stati emarginati dal regime di Amin. In aggiunta, gli ex soldati dell'UNLA di etnia Karamojong, tornati nei loro territori d'origine dopo il crollo del regime di Okello, portarono con sé grandi quantitativi di armi, aumentando successivamente in scala e numero le loro incursioni di razzia di bestiame. Questo generale stato di agitazione contribuì al ritorno della guerra aperta nell'Uganda settentrionale: nel corso degli anni il governo guidato dall'NRM avrebbe dovuto affrontare più ribellioni di quanto mai sperimentato sia dal regime di Amin che da quello di Obote ma, a differenza dei suoi predecessori, riuscì a sopravvivere.

## Nella cultura di massa
La guerra civile in Uganda del 1980-1986 è raffigurata nel film ugandese 27 Guns, uscito nelle sale nel 2018; il film è scritto e diretto da Natasha Museveni Karugire, la figlia maggiore dello stesso Yoweri Museveni.